# Concertgebouw
Concertgebouw je koncertna dvorana v Amsterdamu na Nizozemskem.  Nizozemski izraz »concertgebouw« dejansko pomeni »koncertna stavba«. Zaradi svoje akustike šteje dvorana Concertgebouw za eno najboljših koncertnih dvoran v svetovnem merilu, kot sta npr. Boston Symphony Hall in dvorana Musikverein na Dunaju.